# Tamsita ochthoeba
Tamsita ochthoeba är en fjärilsart som beskrevs av George Francis Hampson 1920. Tamsita ochthoeba ingår i släktet Tamsita och familjen björnspinnare. Inga underarter finns listade i Catalogue of Life.